# Sabarmati
Sabarmati – rzeka w Indiach, płynąca w stanach Radźasthan i Gudźarat. Rzeka liczy 400km. Rzeka powstaje w wyniku połączenia wielu strumieni, a uchodzi do zatoki Kambajskiej. Sabarmati płynie przez miasto Ahmadabad.